# NGC 5604
NGC 5604 é uma galáxia espiral (Sa) localizada na direcção da constelação de Virgo. Possui uma declinação de -03° 12' 43" e uma ascensão recta de 14 horas, 24 minutos e 42,8 segundos.
A galáxia NGC 5604 foi descoberta em 15 de Abril de 1787 por William Herschel.